# Lista de títulos do Club Atlético Independiente

## Intercontinentais
Copa Intercontinental: 2
(1973, 1984)

Copa Interamericana: 3
(1972, 1974, 1975)

## Continentais
Copa Libertadores da América: 7
(1964, 1965, 1972, 1973, 1974, 1975, 1984)
Recopa Sul-Americana: 1
(1995)
Supercopa Libertadores: 2
(1994, 1995)
Copa Sul-Americana: 2
(2010, 2017)
- Copa Aldao: 2

(1938 e 1939)

## Nacionais
Campeonato Argentino: 16
2  (1922, 1926)  Era Amadora 
6  (1938, 1939, 1948, 1960, 1963, 1988)
4  (1967, 1971, 1977, 1978)  Nacional
2  (1970, 1983)  Metropolitano 
1  (1994)  Clausura 
1  (2002)  Apertura 